# Лісе-Поле
Лісе-Поле (пол. Lisie Pole) — село в Польщі, у гміні Хойна Грифінського повіту Західнопоморського воєводства.
Населення — 790 осіб (2011).
У 1975-1998 роках село належало до Щецинського воєводства.

## Демографія
Демографічна структура станом на 31 березня 2011 року:
|          | Загалом | Допрацездатний вік | Працездатний вік | Постпрацездатний вік |
| -------- | ------- | ------------------ | ---------------- | -------------------- |
| Чоловіки | 402     | 88                 | 270              | 44                   |
| Жінки    | 388     | 65                 | 234              | 89                   |
| Разом    | 790     | 153                | 504              | 133                  |